# St. Thomas Mount-cum-Pallavaram
St.Thomas Mount-cum-Pallavaram (o Paranginealai, Parangimalai) è una suddivisione dell'India, classificata come cantonment board, di 42.459 abitanti, situata nel distretto di Kanchipuram, nello stato federato del Tamil Nadu. In base al numero di abitanti la città rientra nella classe III (da 20.000 a 49.999 persone).

## Geografia fisica
La città è situata a 12° 59' 47 N e 80° 12' 11 E e ha un'altitudine di 19 m s.l.m..

## Società

### Evoluzione demografica
Al censimento del 2001 la popolazione di St.Thomas Mount-cum-Pallavaram assommava a 42.459 persone, delle quali 21.613 maschi e 20.846 femmine. I bambini di età inferiore o uguale ai sei anni assommavano a 4.704, dei quali 2.416 maschi e 2.288 femmine. Infine, coloro che erano in grado di saper almeno leggere e scrivere erano 33.503, dei quali 17.958 maschi e 15.545 femmine.